# Зербо, Сайе
Сеи Зербо (часто Сайе Зербо, фр. Saye Zerbo; 27 августа 1932, Туган — 19 сентября 2013, Уагадугу) — государственный и военный деятель Верхней Вольты (ныне Буркина-Фасо), глава государства и правительства в 1980—1982 годах, полковник.

## Биография
Родился 27 августа 1932 года во Французской Западной Африке, в Тугане в мусульманской семье. Образование получил в Мали и в Сенегале (в городе Сен-Луи). Затем служил во французской колониальной армии, учился в военной академии Сен-Сир. В составе группы парашютистов принимал участие в военных действиях в Индокитае и в Алжире. После провозглашения независимости Верхней Вольты вступает в 1961 году в её вооружённые силы.
В 1974—1976 годах — министр иностранных дел в правительстве президента Сангуле Ламизаны. Затем командует столичным полком, руководит военной разведкой. В 1980 году он сверг президента С. Ламизану, став Председателем Военного комитета возрождения во имя национального прогресса (фр. Comité militaire de redressement pour le progrès national (CMRPN)) и премьер-министром. Принятая в 1977 году Конституция Верхней Вольты была отменена, власть в стране перешла к Военному комитету. 7 декабря занял посты президента и премьер-министра.
Против правления С. Зербо особенно активно выступали профсоюзы Верхней Вольты. В 1982 году он был свергнут и арестован Жаном Батистом Уэдраого. В 1983 Уэдраого был в свою очередь свергнут Томасом Санкарой, и в 1984 году оба бывших президента Верхней Вольты (С. Ламизана и С. Зербо) предстали перед Народным трибуналом. С. Зербо был осуждён на 15 лет тюрьмы. Находясь в заключении, принял христианство. В августе 1985 года он был освобождён. Свергнувший Т. Санкара новый президент Буркина-Фасо Блез Компаоре приблизил к себе С. Зербо.
До самой смерти 19 сентября 2013 года, получал государственную пенсию как бывший глава государства и полковник буркинийской армии в отставке. В связи с его кончиной в стране объявлен четырехдневный траур.
Третья дочь Зербо, Араба Кадидиату Зербо, замужем за бывшим премьер-министром Буркина-Фасо Параманга Эрнестом Йонли.